# Leninskij prospekt (metropolitana di San Pietroburgo)
Leninskiy prospekt (in russo: Ленинский проспект, traslitterazione anglosassone: Leninskiy prospect ) è una stazione della Linea Kirovsko-Vyborgskaja, la Linea 1 della Metropolitana di San Pietroburgo. È stata inaugurata il 29 settembre 1977.